# Temporada 2006 de Fórmula 1
La temporada 2006 fue la 57.º edición de la Fórmula 1. El calendario contó con dieciocho grandes premios comenzando el 12 de marzo en el Gran Premio de Baréin y finalizando el 22 de octubre en el Gran Premio de Brasil. Se adjudicaron puntos a los ocho primeros lugares (10, 8, 6, 5, 4, 3, 2, 1), sin limitaciones de máximo de carreras computables.
Fernando Alonso fue el defensor del título que revalidó por segundo año ante Michael Schumacher. Renault se proclamó campeón en el certamen de constructores.

## Escuderías y pilotos
Los siguientes equipos y pilotos participaron en la temporada 2006:
| Escudería                         | Chasis      | Chasis        | Motor                             | Neu. | N.º | Pilotos              | Siglas | Rondas | Pilotos de pruebas                                                           |
| --------------------------------- | ----------- | ------------- | --------------------------------- | ---- | --- | -------------------- | ------ | ------ | ---------------------------------------------------------------------------- |
| Mild Seven Renault F1 Team        | Renault     | R26           | Renault RS26 2.4 V8               | M    | 1   | Fernando Alonso      | ALO    | Todas  |                                                                              |
| Mild Seven Renault F1 Team        | Renault     | R26           | Renault RS26 2.4 V8               | M    | 2   | Giancarlo Fisichella | FIS    | Todas  |                                                                              |
| Team McLaren Mercedes             | McLaren     | MP4-21        | Mercedes FO 108S 2.4 V8           | M    | 3   | Kimi Räikkönen       | RAI    | Todas  |                                                                              |
| Team McLaren Mercedes             | McLaren     | MP4-21        | Mercedes FO 108S 2.4 V8           | M    | 4   | Juan Pablo Montoya   | MOY    | 1-10   |                                                                              |
| Team McLaren Mercedes             | McLaren     | MP4-21        | Mercedes FO 108S 2.4 V8           | M    | 4   | Pedro de la Rosa     | DLR    | 11-18  |                                                                              |
| Scuderia Ferrari Marlboro         | Ferrari     | 248 f1        | Ferrari 056 2.4 V8                | B    | 5   | Michael Schumacher   | MSC    | Todas  |                                                                              |
| Scuderia Ferrari Marlboro         | Ferrari     | 248 f1        | Ferrari 056 2.4 V8                | B    | 6   | Felipe Massa         | MAS    | Todas  |                                                                              |
| Panasonic Toyota Racing           | Toyota      | TF106 TF106B1 | Toyota RVX-06 2.4 V8              | B    | 7   | Ralf Schumacher      | RSC    | Todas  |                                                                              |
| Panasonic Toyota Racing           | Toyota      | TF106 TF106B1 | Toyota RVX-06 2.4 V8              | B    | 8   | Jarno Trulli         | TRU    | Todas  |                                                                              |
| Williams F1 Team                  | Williams    | FW28          | Cosworth CA2006 2.4 V8 4 Series   | B    | 9   | Mark Webber          | WEB    | Todas  | Alexander Wurz                                                               |
| Williams F1 Team                  | Williams    | FW28          | Cosworth CA2006 2.4 V8 4 Series   | B    | 10  | Nico Rosberg         | ROS    | Todas  | Alexander Wurz                                                               |
| Lucky Strike Honda Racing F1 Team | Honda       | RA106         | Honda RA806E 2.4 V8               | M    | 11  | Rubens Barrichello   | BAR    | Todas  | Anthony Davidson                                                             |
| Lucky Strike Honda Racing F1 Team | Honda       | RA106         | Honda RA806E 2.4 V8               | M    | 12  | Jenson Button        | BUT    | Todas  | Anthony Davidson                                                             |
| Red Bull Racing                   | Red Bull    | RB2           | Ferrari 056 2.4 V8                | M    | 14  | David Coulthard      | COU    | Todas  | Robert Doornbos Michael Ammermüller                                          |
| Red Bull Racing                   | Red Bull    | RB2           | Ferrari 056 2.4 V8                | M    | 15  | Christian Klien      | KLI    | 1-15   | Robert Doornbos Michael Ammermüller                                          |
| Red Bull Racing                   | Red Bull    | RB2           | Ferrari 056 2.4 V8                | M    | 15  | Robert Doornbos      | DOR    | 16-18  | Robert Doornbos Michael Ammermüller                                          |
| BMW Sauber F1 Team                | BMW Sauber  | F1.06         | BMW P86 2.4 V8                    | M    | 16  | Nick Heidfeld        | HEI    | Todas  | Robert Kubica Sebastian Vettel                                               |
| BMW Sauber F1 Team                | BMW Sauber  | F1.06         | BMW P86 2.4 V8                    | M    | 17  | Jacques Villeneuve   | VIL    | 1-12   | Robert Kubica Sebastian Vettel                                               |
| BMW Sauber F1 Team                | BMW Sauber  | F1.06         | BMW P86 2.4 V8                    | M    | 17  | Robert Kubica        | KUB    | 13-18  | Robert Kubica Sebastian Vettel                                               |
| Midland F1 Racing                 | Midland     | M16           | Toyota RVX-06 2.4 V8              | B    | 18  | Tiago Monteiro       | MON    | Todas  | Markus Winkelhock Giorgio Mondini Adrian Sutil Alexandre Prémat Ernesto Viso |
| Midland F1 Racing                 | Midland     | M16           | Toyota RVX-06 2.4 V8              | B    | 19  | Christijan Albers    | ALB    | Todas  | Markus Winkelhock Giorgio Mondini Adrian Sutil Alexandre Prémat Ernesto Viso |
| Scuderia Toro Rosso               | Toro Rosso  | STR1          | Cosworth TJ2006 3.0 V10 14 Series | M    | 20  | Vitantonio Liuzzi    | LIU    | Todas  | Neel Jani                                                                    |
| Scuderia Toro Rosso               | Toro Rosso  | STR1          | Cosworth TJ2006 3.0 V10 14 Series | M    | 21  | Scott Speed          | SPE    | Todas  | Neel Jani                                                                    |
| Super Aguri F1 Team               | Super Aguri | SA05 SA06     | Honda RA806E 2.4 V8               | B    | 22  | Takuma Satō          | SAT    | Todas  | Franck Montagny Sakon Yamamoto                                               |
| Super Aguri F1 Team               | Super Aguri | SA05 SA06     | Honda RA806E 2.4 V8               | B    | 23  | Yuji Ide             | IDE    | 1-4    | Franck Montagny Sakon Yamamoto                                               |
| Super Aguri F1 Team               | Super Aguri | SA05 SA06     | Honda RA806E 2.4 V8               | B    | 23  | Franck Montagny      | MOT    | 5-11   | Franck Montagny Sakon Yamamoto                                               |
| Super Aguri F1 Team               | Super Aguri | SA05 SA06     | Honda RA806E 2.4 V8               | B    | 23  | Sakon Yamamoto       | YAM    | 12-18  | Franck Montagny Sakon Yamamoto                                               |

## Cambios

### Cambios en el reglamento
- En el 2006 vemos unas normas más estrictas aún que en el 2005 respecto al rendimiento. La potencia de los motores es reducida, se usan motores V8 de 2.4 L en vez de los V10 de 3.0 L. Aunque se permite a algunos equipos usar el motor V10, pero con las revoluciones limitadas, a 16.800rpm. Los fabricantes de motores aclararon que el cambio de cilindrada no significa que los motores vayan a tener menos potencia, puesto que los motores V8 pueden obtener más de 19.000rpm, que son las que obtienen los V10.
- Se retoca el número de sesiones de entrenamientos por fin de semana. El sábado habrá solo 1 sesión, mientras se mantienen las 2 del viernes. La duración de las sesiones no se cambia.
- Por acuerdo unánime de la FIA, se cambia por cuarto año consecutivo el sistema de clasificación. Así, la sesión de clasificación, se disputa el sábado por la tarde, de 13 a 14, y está dividida en tres periodos. En el primero, de quince minutos, los coches ruedan sin limitaciones de gasolina y los seis peores tiempos quedan eliminados y ocuparán los puesto 17 a 22 de la formación de salida. El segundo periodo se disputa de las 13:20 a las 13:35, también con libertad para la carga de gasolina, y los seis coches más lentos al final del mismo ocuparán los puesto 11 a 16 de la formación de salida. Los diez restantes, tras otros cinco minutos de pausa, ya con la gasolina con la que deberán empezar la carrera, disponen de veinte minutos (13:40 a 14:00) para marcar los tiempos que definirán los diez primeros puestos de la formación de salida.
- En el 2006, a pesar de la oposición de varios equipos, vuelven los cambios de neumáticos, que habían sido prohibidos en la temporada 2005 (excepto por lluvia o por daño evidente y peligroso) con la intención de reducir costos. Hay un límite de 28 neumáticos por piloto en cada Gran Premio.

### Cambios de equipos
- Honda volvió al campeonato tras la adquisición del equipo BAR.
- BMW ingresó a la F1 en asociación con Sauber.
- Toro Rosso debutó en F1 con bases en el anterior Minardi.
- Super Aguri debutó en el campeonato.
- Midland ingresó a la F1 tras adquirir a Jordan.

### Cambios de pilotos
- Franck Montagny reemplazó a Yuji Ide desde el Gran Premio de Europa.
- Sakon Yamamoto reemplazó a Franck Montagny desde el Gran Premio de Alemania.
- Robert Kubica reemplazó a Jacques Villeneuve desde el Gran Premio de Hungría.
- Robert Doornbos reemplazó a Christian Klien desde el Gran Premio de China.
- Pedro de la Rosa reemplazó a Juan Pablo Montoya desde el Gran Premio de Francia.

## Monoplazas
| Equipo      | Chasis | Imagen |
| ----------- | ------ | ------ |
| Renault     | R26    |        |
| McLaren     | MP4-21 |        |
| Ferrari     | 248F1  |        |
| Toyota      | TF106  |        |
| Williams    | FW28   |        |
| Honda       | RA106  |        |
| Red Bull    | RB2    |        |
| BMW Sauber  | F1.06  |        |
| Midland     | M16    |        |
| Toro Rosso  | STR1   |        |
| Super Aguri | SA05   |        |

## Calendario
| Ronda | Gran Premio                       | Circuito                                           | Fecha            |
| ----- | --------------------------------- | -------------------------------------------------- | ---------------- |
| 1     | Gran Premio de Baréin             | Circuito Internacional de Baréin, Sakhir           | 12 de marzo      |
| 2     | Gran Premio de Malasia            | Circuito Internacional de Sepang, Kuala Lumpur     | 19 de marzo      |
| 3     | Gran Premio de Australia          | Circuito de Albert Park, Melbourne                 | 2 de abril       |
| 4     | Gran Premio de San Marino         | Autodromo Enzo e Dino Ferrari, Imola               | 23 de abril      |
| 5     | Gran Premio de Europa             | Nürburgring, Nürburg                               | 7 de mayo        |
| 6     | Gran Premio de España             | Circuito de Barcelona-Cataluña, Montmeló           | 14 de mayo       |
| 7     | Gran Premio de Mónaco             | Circuito de Mónaco, Montecarlo                     | 28 de mayo       |
| 8     | Gran Premio de Gran Bretaña       | Circuito de Silverstone, Silverstone               | 11 de junio      |
| 9     | Gran Premio de Canadá             | Circuito Gilles Villeneuve, Montreal               | 25 de junio      |
| 10    | Gran Premio de los Estados Unidos | Indianapolis Motor Speedway, Indianápolis, Indiana | 2 de julio       |
| 11    | Gran Premio de Francia            | Circuito de Nevers Magny-Cours, Magny-Cours        | 16 de julio      |
| 12    | Gran Premio de Alemania           | Hockenheimring, Hockenheim                         | 30 de julio      |
| 13    | Gran Premio de Hungría            | Hungaroring, Budapest                              | 6 de agosto      |
| 14    | Gran Premio de Turquía            | Circuito de Estambul, Estambul                     | 27 de agosto     |
| 15    | Gran Premio de Italia             | Autodromo Nazionale di Monza, Monza                | 10 de septiembre |
| 16    | Gran Premio de China              | Circuito de Shanghái, Shanghái                     | 1 de octubre     |
| 17    | Gran Premio de Japón              | Circuito de Suzuka, Suzuka                         | 8 de octubre     |
| 18    | Gran Premio de Brasil             | Autódromo José Carlos Pace, São Paulo              | 22 de octubre    |

## Resultados
| Ronda | Fecha            | Gran Premio | Mapa del Circuito    | Resultados                      | Resultados         | Resultados                    | Resultados           |
| ----- | ---------------- | --- | -------------------- | ------------------------------- | ------------------ | ----------------------------- | -------------------- |
| 1     | 12 de marzo      | Gran Premio de Baréin Circuito Internacional de Baréin Longitud: 5,412 km Vueltas: 57 Distancia de carrera: 308,238 km Ganador 2005: Fernando Alonso - Renault           |                      | Libres 1                        | Robert Kubica      | Ganador                       | Fernando Alonso      |
| 1     | 12 de marzo      | Gran Premio de Baréin Circuito Internacional de Baréin Longitud: 5,412 km Vueltas: 57 Distancia de carrera: 308,238 km Ganador 2005: Fernando Alonso - Renault           | Libres 2             | Anthony Davidson                | 2.do puesto        | Michael Schumacher            |                      |
| 1     | 12 de marzo      | Gran Premio de Baréin Circuito Internacional de Baréin Longitud: 5,412 km Vueltas: 57 Distancia de carrera: 308,238 km Ganador 2005: Fernando Alonso - Renault           | Libres 3             | Jenson Button                   | 3.er puesto        | Kimi Räikkönen                |                      |
| 1     | 12 de marzo      | Gran Premio de Baréin Circuito Internacional de Baréin Longitud: 5,412 km Vueltas: 57 Distancia de carrera: 308,238 km Ganador 2005: Fernando Alonso - Renault           | Pole position        | Michael Schumacher (1:31.431)   | Vuelta rápida      | Nico Rosberg (1:32.408)       |                      |
| 1     | 12 de marzo      | Gran Premio de Baréin Circuito Internacional de Baréin Longitud: 5,412 km Vueltas: 57 Distancia de carrera: 308,238 km Ganador 2005: Fernando Alonso - Renault           | Resultados completos |                                 |                    |                               |                      |
| 2     | 19 de marzo      | Gran Premio de Malasia Circuito Internacional de Sepang Longitud: 5,543 km Vueltas: 56 Distancia de carrera: 310,408 km Ganador 2005: Fernando Alonso - Renault          |                      | Libres 1                        | Alexander Wurz     | Ganador                       | Giancarlo Fisichella |
| 2     | 19 de marzo      | Gran Premio de Malasia Circuito Internacional de Sepang Longitud: 5,543 km Vueltas: 56 Distancia de carrera: 310,408 km Ganador 2005: Fernando Alonso - Renault          | Libres 2             | Anthony Davidson                | 2.do puesto        | Fernando Alonso               |                      |
| 2     | 19 de marzo      | Gran Premio de Malasia Circuito Internacional de Sepang Longitud: 5,543 km Vueltas: 56 Distancia de carrera: 310,408 km Ganador 2005: Fernando Alonso - Renault          | Libres 3             | Michael Schumacher              | 3.er puesto        | Jenson Button                 |                      |
| 2     | 19 de marzo      | Gran Premio de Malasia Circuito Internacional de Sepang Longitud: 5,543 km Vueltas: 56 Distancia de carrera: 310,408 km Ganador 2005: Fernando Alonso - Renault          | Pole position        | Giancarlo Fisichella (1:33.840) | Vuelta rápida      | Fernando Alonso (1:34.803)    |                      |
| 2     | 19 de marzo      | Gran Premio de Malasia Circuito Internacional de Sepang Longitud: 5,543 km Vueltas: 56 Distancia de carrera: 310,408 km Ganador 2005: Fernando Alonso - Renault          | Resultados completos |                                 |                    |                               |                      |
| 3     | 2 de abril       | Gran Premio de Australia Circuito de Albert Park Longitud: 5,303 km Vueltas: 57 Distancia de carrera: 302,271 km Ganador 2005: Giancarlo Fisichella - Renault            |                      | Libres 1                        | Anthony Davidson   | Ganador                       | Fernando Alonso      |
| 3     | 2 de abril       | Gran Premio de Australia Circuito de Albert Park Longitud: 5,303 km Vueltas: 57 Distancia de carrera: 302,271 km Ganador 2005: Giancarlo Fisichella - Renault            | Libres 2             | Anthony Davidson                | 2.do puesto        | Kimi Räikkönen                |                      |
| 3     | 2 de abril       | Gran Premio de Australia Circuito de Albert Park Longitud: 5,303 km Vueltas: 57 Distancia de carrera: 302,271 km Ganador 2005: Giancarlo Fisichella - Renault            | Libres 3             | Nick Heidfeld                   | 3.er puesto        | Ralf Schumacher               |                      |
| 3     | 2 de abril       | Gran Premio de Australia Circuito de Albert Park Longitud: 5,303 km Vueltas: 57 Distancia de carrera: 302,271 km Ganador 2005: Giancarlo Fisichella - Renault            | Pole position        | Jenson Button (1:25.229)        | Vuelta rápida      | Kimi Räikkönen (1:26.045)     |                      |
| 3     | 2 de abril       | Gran Premio de Australia Circuito de Albert Park Longitud: 5,303 km Vueltas: 57 Distancia de carrera: 302,271 km Ganador 2005: Giancarlo Fisichella - Renault            | Resultados completos |                                 |                    |                               |                      |
| 4     | 23 de abril      | Gran Premio de San Marino Autodromo Enzo e Dino Ferrari Longitud: 4,959 km Vueltas: 62 Distancia de carrera: 307,221 km Ganador 2005: Fernando Alonso - Renault          |                      | Libres 1                        | Michael Schumacher | Ganador                       | Michael Schumacher   |
| 4     | 23 de abril      | Gran Premio de San Marino Autodromo Enzo e Dino Ferrari Longitud: 4,959 km Vueltas: 62 Distancia de carrera: 307,221 km Ganador 2005: Fernando Alonso - Renault          | Libres 2             | Fernando Alonso                 | 2.do puesto        | Fernando Alonso               |                      |
| 4     | 23 de abril      | Gran Premio de San Marino Autodromo Enzo e Dino Ferrari Longitud: 4,959 km Vueltas: 62 Distancia de carrera: 307,221 km Ganador 2005: Fernando Alonso - Renault          | Libres 3             | Michael Schumacher              | 3.er puesto        | Juan Pablo Montoya            |                      |
| 4     | 23 de abril      | Gran Premio de San Marino Autodromo Enzo e Dino Ferrari Longitud: 4,959 km Vueltas: 62 Distancia de carrera: 307,221 km Ganador 2005: Fernando Alonso - Renault          | Pole position        | Michael Schumacher (1:22.795)   | Vuelta rápida      | Fernando Alonso (1:24.569)    |                      |
| 4     | 23 de abril      | Gran Premio de San Marino Autodromo Enzo e Dino Ferrari Longitud: 4,959 km Vueltas: 62 Distancia de carrera: 307,221 km Ganador 2005: Fernando Alonso - Renault          | Resultados completos |                                 |                    |                               |                      |
| 5     | 7 de mayo        | Gran Premio de Europa Nürburgring Longitud: 5,148 km Vueltas: 60 Distancia de carrera: 308,880 km Ganador 2005: Fernando Alonso - Renault                                |                      | Libres 1                        | Alexander Wurz     | Ganador                       | Michael Schumacher   |
| 5     | 7 de mayo        | Gran Premio de Europa Nürburgring Longitud: 5,148 km Vueltas: 60 Distancia de carrera: 308,880 km Ganador 2005: Fernando Alonso - Renault                                | Libres 2             | Alexander Wurz                  | 2.do puesto        | Fernando Alonso               |                      |
| 5     | 7 de mayo        | Gran Premio de Europa Nürburgring Longitud: 5,148 km Vueltas: 60 Distancia de carrera: 308,880 km Ganador 2005: Fernando Alonso - Renault                                | Libres 3             | Michael Schumacher              | 3.er puesto        | Felipe Massa                  |                      |
| 5     | 7 de mayo        | Gran Premio de Europa Nürburgring Longitud: 5,148 km Vueltas: 60 Distancia de carrera: 308,880 km Ganador 2005: Fernando Alonso - Renault                                | Pole position        | Fernando Alonso (1:29.816)      | Vuelta rápida      | Michael Schumacher (1:32.099) |                      |
| 5     | 7 de mayo        | Gran Premio de Europa Nürburgring Longitud: 5,148 km Vueltas: 60 Distancia de carrera: 308,880 km Ganador 2005: Fernando Alonso - Renault                                | Resultados completos |                                 |                    |                               |                      |
| 6     | 14 de mayo       | Gran Premio de España Circuito de Barcelona-Cataluña Longitud: 4,627 km Vueltas: 66 Distancia de carrera: 305,256 km Ganador 2005: Kimi Räikkönen - McLaren              |                      | Libres 1                        | Felipe Massa       | Ganador                       | Fernando Alonso      |
| 6     | 14 de mayo       | Gran Premio de España Circuito de Barcelona-Cataluña Longitud: 4,627 km Vueltas: 66 Distancia de carrera: 305,256 km Ganador 2005: Kimi Räikkönen - McLaren              | Libres 2             | Alexander Wurz                  | 2.do puesto        | Michael Schumacher            |                      |
| 6     | 14 de mayo       | Gran Premio de España Circuito de Barcelona-Cataluña Longitud: 4,627 km Vueltas: 66 Distancia de carrera: 305,256 km Ganador 2005: Kimi Räikkönen - McLaren              | Libres 3             | Michael Schumacher              | 3.er puesto        | Giancarlo Fisichella          |                      |
| 6     | 14 de mayo       | Gran Premio de España Circuito de Barcelona-Cataluña Longitud: 4,627 km Vueltas: 66 Distancia de carrera: 305,256 km Ganador 2005: Kimi Räikkönen - McLaren              | Pole position        | Fernando Alonso (1:14.648)      | Vuelta rápida      | Felipe Massa (1:16.648)       |                      |
| 6     | 14 de mayo       | Gran Premio de España Circuito de Barcelona-Cataluña Longitud: 4,627 km Vueltas: 66 Distancia de carrera: 305,256 km Ganador 2005: Kimi Räikkönen - McLaren              | Resultados completos |                                 |                    |                               |                      |
| 7     | 28 de mayo       | Gran Premio de Mónaco Circuito de Mónaco Longitud: 3,340 km Vueltas: 78 Distancia de carrera: 260,520 km Ganador 2005: Kimi Räikkönen - McLaren                          |                      | Libres 1                        | Fernando Alonso    | Ganador                       | Fernando Alonso      |
| 7     | 28 de mayo       | Gran Premio de Mónaco Circuito de Mónaco Longitud: 3,340 km Vueltas: 78 Distancia de carrera: 260,520 km Ganador 2005: Kimi Räikkönen - McLaren                          | Libres 2             | Alexander Wurz                  | 2.do puesto        | Juan Pablo Montoya            |                      |
| 7     | 28 de mayo       | Gran Premio de Mónaco Circuito de Mónaco Longitud: 3,340 km Vueltas: 78 Distancia de carrera: 260,520 km Ganador 2005: Kimi Räikkönen - McLaren                          | Libres 3             | Fernando Alonso                 | 3.er puesto        | David Coulthard               |                      |
| 7     | 28 de mayo       | Gran Premio de Mónaco Circuito de Mónaco Longitud: 3,340 km Vueltas: 78 Distancia de carrera: 260,520 km Ganador 2005: Kimi Räikkönen - McLaren                          | Pole position        | Fernando Alonso (1:13.962)      | Vuelta rápida      | Michael Schumacher (1:15.143) |                      |
| 7     | 28 de mayo       | Gran Premio de Mónaco Circuito de Mónaco Longitud: 3,340 km Vueltas: 78 Distancia de carrera: 260,520 km Ganador 2005: Kimi Räikkönen - McLaren                          | Resultados completos |                                 |                    |                               |                      |
| 8     | 11 de junio      | Gran Premio de Gran Bretaña Circuito de Silverstone Longitud: 5,141 km Vueltas: 60 Distancia de carrera: 308,355 km Ganador 2005: Juan Pablo Montoya - McLaren           |                      | Libres 1                        | Alexander Wurz     | Ganador                       | Fernando Alonso      |
| 8     | 11 de junio      | Gran Premio de Gran Bretaña Circuito de Silverstone Longitud: 5,141 km Vueltas: 60 Distancia de carrera: 308,355 km Ganador 2005: Juan Pablo Montoya - McLaren           | Libres 2             | Robert Kubica                   | 2.do puesto        | Michael Schumacher            |                      |
| 8     | 11 de junio      | Gran Premio de Gran Bretaña Circuito de Silverstone Longitud: 5,141 km Vueltas: 60 Distancia de carrera: 308,355 km Ganador 2005: Juan Pablo Montoya - McLaren           | Libres 3             | Michael Schumacher              | 3.er puesto        | Kimi Räikkönen                |                      |
| 8     | 11 de junio      | Gran Premio de Gran Bretaña Circuito de Silverstone Longitud: 5,141 km Vueltas: 60 Distancia de carrera: 308,355 km Ganador 2005: Juan Pablo Montoya - McLaren           | Pole position        | Fernando Alonso (1:20.253)      | Vuelta rápida      | Fernando Alonso (1:21.599)    |                      |
| 8     | 11 de junio      | Gran Premio de Gran Bretaña Circuito de Silverstone Longitud: 5,141 km Vueltas: 60 Distancia de carrera: 308,355 km Ganador 2005: Juan Pablo Montoya - McLaren           | Resultados completos |                                 |                    |                               |                      |
| 9     | 25 de junio      | Gran Premio de Canadá Circuito Gilles Villeneuve Longitud: 4,361 km Vueltas: 70 Distancia de carrera: 305,270 km Ganador 2005: Kimi Räikkönen - McLaren                  |                      | Libres 1                        | Robert Kubica      | Ganador                       | Fernando Alonso      |
| 9     | 25 de junio      | Gran Premio de Canadá Circuito Gilles Villeneuve Longitud: 4,361 km Vueltas: 70 Distancia de carrera: 305,270 km Ganador 2005: Kimi Räikkönen - McLaren                  | Libres 2             | Robert Kubica                   | 2.do puesto        | Michael Schumacher            |                      |
| 9     | 25 de junio      | Gran Premio de Canadá Circuito Gilles Villeneuve Longitud: 4,361 km Vueltas: 70 Distancia de carrera: 305,270 km Ganador 2005: Kimi Räikkönen - McLaren                  | Libres 3             | Fernando Alonso                 | 3.er puesto        | Kimi Räikkönen                |                      |
| 9     | 25 de junio      | Gran Premio de Canadá Circuito Gilles Villeneuve Longitud: 4,361 km Vueltas: 70 Distancia de carrera: 305,270 km Ganador 2005: Kimi Räikkönen - McLaren                  | Pole position        | Fernando Alonso (1:14.942)      | Vuelta rápida      | Kimi Räikkönen (1:15.841)     |                      |
| 9     | 25 de junio      | Gran Premio de Canadá Circuito Gilles Villeneuve Longitud: 4,361 km Vueltas: 70 Distancia de carrera: 305,270 km Ganador 2005: Kimi Räikkönen - McLaren                  | Resultados completos |                                 |                    |                               |                      |
| 10    | 2 de julio       | Gran Premio de los Estados Unidos Indianapolis Motor Speedway Longitud: 4,195 km Vueltas: 73 Distancia de carrera: 306,016 km Ganador 2005: Michael Schumacher - Ferrari |                      | Libres 1                        | Anthony Davidson   | Ganador                       | Michael Schumacher   |
| 10    | 2 de julio       | Gran Premio de los Estados Unidos Indianapolis Motor Speedway Longitud: 4,195 km Vueltas: 73 Distancia de carrera: 306,016 km Ganador 2005: Michael Schumacher - Ferrari | Libres 2             | Anthony Davidson                | 2.do puesto        | Felipe Massa                  |                      |
| 10    | 2 de julio       | Gran Premio de los Estados Unidos Indianapolis Motor Speedway Longitud: 4,195 km Vueltas: 73 Distancia de carrera: 306,016 km Ganador 2005: Michael Schumacher - Ferrari | Libres 3             | Michael Schumacher              | 3.er puesto        | Giancarlo Fisichella          |                      |
| 10    | 2 de julio       | Gran Premio de los Estados Unidos Indianapolis Motor Speedway Longitud: 4,195 km Vueltas: 73 Distancia de carrera: 306,016 km Ganador 2005: Michael Schumacher - Ferrari | Pole position        | Michael Schumacher (1:10.832)   | Vuelta rápida      | Michael Schumacher (1:12.719) |                      |
| 10    | 2 de julio       | Gran Premio de los Estados Unidos Indianapolis Motor Speedway Longitud: 4,195 km Vueltas: 73 Distancia de carrera: 306,016 km Ganador 2005: Michael Schumacher - Ferrari | Resultados completos |                                 |                    |                               |                      |
| 11    | 16 de julio      | Gran Premio de Francia Circuito de Nevers Magny-Cours Longitud: 4,411 km Vueltas: 70 Distancia de carrera: 308,770 km Ganador 2005: Fernando Alonso - Renault            |                      | Libres 1                        | Robert Kubica      | Ganador                       | Michael Schumacher   |
| 11    | 16 de julio      | Gran Premio de Francia Circuito de Nevers Magny-Cours Longitud: 4,411 km Vueltas: 70 Distancia de carrera: 308,770 km Ganador 2005: Fernando Alonso - Renault            | Libres 2             | Robert Kubica                   | 2.do puesto        | Fernando Alonso               |                      |
| 11    | 16 de julio      | Gran Premio de Francia Circuito de Nevers Magny-Cours Longitud: 4,411 km Vueltas: 70 Distancia de carrera: 308,770 km Ganador 2005: Fernando Alonso - Renault            | Libres 3             | Jacques Villeneuve              | 3.er puesto        | Felipe Massa                  |                      |
| 11    | 16 de julio      | Gran Premio de Francia Circuito de Nevers Magny-Cours Longitud: 4,411 km Vueltas: 70 Distancia de carrera: 308,770 km Ganador 2005: Fernando Alonso - Renault            | Pole position        | Michael Schumacher (1:15.493)   | Vuelta rápida      | Michael Schumacher (1:17.111) |                      |
| 11    | 16 de julio      | Gran Premio de Francia Circuito de Nevers Magny-Cours Longitud: 4,411 km Vueltas: 70 Distancia de carrera: 308,770 km Ganador 2005: Fernando Alonso - Renault            | Resultados completos |                                 |                    |                               |                      |
| 12    | 30 de julio      | Gran Premio de Alemania Hockenheimring Longitud: 4,574 km Vueltas: 67 Distancia de carrera: 306,458 km Ganador 2005: Fernando Alonso - Renault                           |                      | Libres 1                        | Alexander Wurz     | Ganador                       | Michael Schumacher   |
| 12    | 30 de julio      | Gran Premio de Alemania Hockenheimring Longitud: 4,574 km Vueltas: 67 Distancia de carrera: 306,458 km Ganador 2005: Fernando Alonso - Renault                           | Libres 2             | Robert Kubica                   | 2.do puesto        | Felipe Massa                  |                      |
| 12    | 30 de julio      | Gran Premio de Alemania Hockenheimring Longitud: 4,574 km Vueltas: 67 Distancia de carrera: 306,458 km Ganador 2005: Fernando Alonso - Renault                           | Libres 3             | Christian Klien                 | 3.er puesto        | Kimi Räikkönen                |                      |
| 12    | 30 de julio      | Gran Premio de Alemania Hockenheimring Longitud: 4,574 km Vueltas: 67 Distancia de carrera: 306,458 km Ganador 2005: Fernando Alonso - Renault                           | Pole position        | Kimi Räikkönen (1:14.070)       | Vuelta rápida      | Michael Schumacher (1:16.357) |                      |
| 12    | 30 de julio      | Gran Premio de Alemania Hockenheimring Longitud: 4,574 km Vueltas: 67 Distancia de carrera: 306,458 km Ganador 2005: Fernando Alonso - Renault                           | Resultados completos |                                 |                    |                               |                      |
| 13    | 6 de agosto      | Gran Premio de Hungría Hungaroring Longitud: 4,381 km Vueltas: 70 Distancia de carrera: 306,663 km Ganador 2005: Kimi Räikkönen - McLaren                                |                      | Libres 1                        | Kimi Räikkönen     | Ganador                       | Jenson Button        |
| 13    | 6 de agosto      | Gran Premio de Hungría Hungaroring Longitud: 4,381 km Vueltas: 70 Distancia de carrera: 306,663 km Ganador 2005: Kimi Räikkönen - McLaren                                | Libres 2             | Felipe Massa                    | 2.do puesto        | Pedro de la Rosa              |                      |
| 13    | 6 de agosto      | Gran Premio de Hungría Hungaroring Longitud: 4,381 km Vueltas: 70 Distancia de carrera: 306,663 km Ganador 2005: Kimi Räikkönen - McLaren                                | Libres 3             | Michael Schumacher              | 3.er puesto        | Nick Heidfeld                 |                      |
| 13    | 6 de agosto      | Gran Premio de Hungría Hungaroring Longitud: 4,381 km Vueltas: 70 Distancia de carrera: 306,663 km Ganador 2005: Kimi Räikkönen - McLaren                                | Pole position        | Kimi Räikkönen (1:19.599)       | Vuelta rápida      | Felipe Massa (1:23.516)       |                      |
| 13    | 6 de agosto      | Gran Premio de Hungría Hungaroring Longitud: 4,381 km Vueltas: 70 Distancia de carrera: 306,663 km Ganador 2005: Kimi Räikkönen - McLaren                                | Resultados completos |                                 |                    |                               |                      |
| 14    | 27 de agosto     | Gran Premio de Turquía Circuito de Estambul Longitud: 5,340 km Vueltas: 58 Distancia de carrera: 309,720 km Ganador 2005: Kimi Räikkönen - McLaren                       |                      | Libres 1                        | Kimi Räikkönen     | Ganador                       | Felipe Massa         |
| 14    | 27 de agosto     | Gran Premio de Turquía Circuito de Estambul Longitud: 5,340 km Vueltas: 58 Distancia de carrera: 309,720 km Ganador 2005: Kimi Räikkönen - McLaren                       | Libres 2             | Sebastian Vettel                | 2.do puesto        | Fernando Alonso               |                      |
| 14    | 27 de agosto     | Gran Premio de Turquía Circuito de Estambul Longitud: 5,340 km Vueltas: 58 Distancia de carrera: 309,720 km Ganador 2005: Kimi Räikkönen - McLaren                       | Libres 3             | Michael Schumacher              | 3.er puesto        | Michael Schumacher            |                      |
| 14    | 27 de agosto     | Gran Premio de Turquía Circuito de Estambul Longitud: 5,340 km Vueltas: 58 Distancia de carrera: 309,720 km Ganador 2005: Kimi Räikkönen - McLaren                       | Pole position        | Felipe Massa (1:26.907)         | Vuelta rápida      | Michael Schumacher (1:28.005) |                      |
| 14    | 27 de agosto     | Gran Premio de Turquía Circuito de Estambul Longitud: 5,340 km Vueltas: 58 Distancia de carrera: 309,720 km Ganador 2005: Kimi Räikkönen - McLaren                       | Resultados completos |                                 |                    |                               |                      |
| 15    | 10 de septiembre | Gran Premio de Italia Autodromo Nazionale di Monza Longitud: 5,793 km Vueltas: 53 Distancia de carrera: 307,029 km Ganador 2005: Juan Pablo Montoya - McLaren            |                      | Libres 1                        | Sebastian Vettel   | Ganador                       | Michael Schumacher   |
| 15    | 10 de septiembre | Gran Premio de Italia Autodromo Nazionale di Monza Longitud: 5,793 km Vueltas: 53 Distancia de carrera: 307,029 km Ganador 2005: Juan Pablo Montoya - McLaren            | Libres 2             | Sebastian Vettel                | 2.do puesto        | Kimi Räikkönen                |                      |
| 15    | 10 de septiembre | Gran Premio de Italia Autodromo Nazionale di Monza Longitud: 5,793 km Vueltas: 53 Distancia de carrera: 307,029 km Ganador 2005: Juan Pablo Montoya - McLaren            | Libres 3             | Felipe Massa                    | 3.er puesto        | Robert Kubica                 |                      |
| 15    | 10 de septiembre | Gran Premio de Italia Autodromo Nazionale di Monza Longitud: 5,793 km Vueltas: 53 Distancia de carrera: 307,029 km Ganador 2005: Juan Pablo Montoya - McLaren            | Pole position        | Kimi Räikkönen (1:21.484)       | Vuelta rápida      | Kimi Räikkönen (1:22.559)     |                      |
| 15    | 10 de septiembre | Gran Premio de Italia Autodromo Nazionale di Monza Longitud: 5,793 km Vueltas: 53 Distancia de carrera: 307,029 km Ganador 2005: Juan Pablo Montoya - McLaren            | Resultados completos |                                 |                    |                               |                      |
| 16    | 1 de octubre     | Gran Premio de China Circuito Internacional de Shanghái Longitud: 5,451 km Vueltas: 56 Distancia de carrera: 305,066 km Ganador 2005: Fernando Alonso - Renault          |                      | Libres 1                        | Alexander Wurz     | Ganador                       | Michael Schumacher   |
| 16    | 1 de octubre     | Gran Premio de China Circuito Internacional de Shanghái Longitud: 5,451 km Vueltas: 56 Distancia de carrera: 305,066 km Ganador 2005: Fernando Alonso - Renault          | Libres 2             | Alexander Wurz                  | 2.do puesto        | Fernando Alonso               |                      |
| 16    | 1 de octubre     | Gran Premio de China Circuito Internacional de Shanghái Longitud: 5,451 km Vueltas: 56 Distancia de carrera: 305,066 km Ganador 2005: Fernando Alonso - Renault          | Libres 3             | Michael Schumacher              | 3.er puesto        | Giancarlo Fisichella          |                      |
| 16    | 1 de octubre     | Gran Premio de China Circuito Internacional de Shanghái Longitud: 5,451 km Vueltas: 56 Distancia de carrera: 305,066 km Ganador 2005: Fernando Alonso - Renault          | Pole position        | Fernando Alonso (1:44.360)      | Vuelta rápida      | Fernando Alonso (1:37.586)    |                      |
| 16    | 1 de octubre     | Gran Premio de China Circuito Internacional de Shanghái Longitud: 5,451 km Vueltas: 56 Distancia de carrera: 305,066 km Ganador 2005: Fernando Alonso - Renault          | Resultados completos |                                 |                    |                               |                      |
| 17    | 8 de octubre     | Gran Premio de Japón Circuito de Suzuka Longitud: 5,807 km Vueltas: 53 Distancia de carrera: 307,573 km Ganador 2005: Kimi Räikkönen - McLaren                           |                      | Libres 1                        | Anthony Davidson   | Ganador                       | Fernando Alonso      |
| 17    | 8 de octubre     | Gran Premio de Japón Circuito de Suzuka Longitud: 5,807 km Vueltas: 53 Distancia de carrera: 307,573 km Ganador 2005: Kimi Räikkönen - McLaren                           | Libres 2             | Giancarlo Fisichella            | 2.do puesto        | Felipe Massa                  |                      |
| 17    | 8 de octubre     | Gran Premio de Japón Circuito de Suzuka Longitud: 5,807 km Vueltas: 53 Distancia de carrera: 307,573 km Ganador 2005: Kimi Räikkönen - McLaren                           | Libres 3             | Michael Schumacher              | 3.er puesto        | Giancarlo Fisichella          |                      |
| 17    | 8 de octubre     | Gran Premio de Japón Circuito de Suzuka Longitud: 5,807 km Vueltas: 53 Distancia de carrera: 307,573 km Ganador 2005: Kimi Räikkönen - McLaren                           | Pole position        | Felipe Massa (1:29.599)         | Vuelta rápida      | Fernando Alonso (1:32.676)    |                      |
| 17    | 8 de octubre     | Gran Premio de Japón Circuito de Suzuka Longitud: 5,807 km Vueltas: 53 Distancia de carrera: 307,573 km Ganador 2005: Kimi Räikkönen - McLaren                           | Resultados completos |                                 |                    |                               |                      |
| 18    | 22 de octubre    | Gran Premio de Brasil Autódromo José Carlos Pace Longitud: 4,309 km Vueltas: 71 Distancia de carrera: 305,909 km Ganador 2005: Juan Pablo Montoya - McLaren              |                      | Libres 1                        | Kimi Räikkönen     | Ganador                       | Felipe Massa         |
| 18    | 22 de octubre    | Gran Premio de Brasil Autódromo José Carlos Pace Longitud: 4,309 km Vueltas: 71 Distancia de carrera: 305,909 km Ganador 2005: Juan Pablo Montoya - McLaren              | Libres 2             | Alexander Wurz                  | 2.do puesto        | Fernando Alonso               |                      |
| 18    | 22 de octubre    | Gran Premio de Brasil Autódromo José Carlos Pace Longitud: 4,309 km Vueltas: 71 Distancia de carrera: 305,909 km Ganador 2005: Juan Pablo Montoya - McLaren              | Libres 3             | Felipe Massa                    | 3.er puesto        | Jenson Button                 |                      |
| 18    | 22 de octubre    | Gran Premio de Brasil Autódromo José Carlos Pace Longitud: 4,309 km Vueltas: 71 Distancia de carrera: 305,909 km Ganador 2005: Juan Pablo Montoya - McLaren              | Pole position        | Felipe Massa (1:10.680)         | Vuelta rápida      | Michael Schumacher (1:12.162) |                      |
| 18    | 22 de octubre    | Gran Premio de Brasil Autódromo José Carlos Pace Longitud: 4,309 km Vueltas: 71 Distancia de carrera: 305,909 km Ganador 2005: Juan Pablo Montoya - McLaren              | Resultados completos |                                 |                    |                               |                      |

## Clasificaciones

### Puntuaciones
| Posición | 1.º | 2.º | 3.º | 4.º | 5.º | 6.º | 7.º | 8.º |
| Puntos   | 10  | 8   | 6   | 5   | 4   | 3   | 2   | 1   |

### Campeonato de Pilotos
| Pos. | N.º | Piloto               | BHR | MYS | AUS | SMR | EUR | ESP | MON | GBR | CAN | USA | FRA | GER | HUN | TUR | ITA | CHN | JPN | BRA | Puntos |
| ---- | --- | -------------------- | --- | --- | --- | --- | --- | --- | --- | --- | --- | --- | --- | --- | --- | --- | --- | --- | --- | --- | ------ |
| 1    | 1   | Fernando Alonso      | 1   | 2   | 1   | 2   | 2   | 1   | 1   | 1   | 1   | 5   | 2   | 5   | Ret | 2   | Ret | 2   | 1   | 2   | 134    |
| 2    | 5   | Michael Schumacher   | 2   | 6   | Ret | 1   | 1   | 2   | 5   | 2   | 2   | 1   | 1   | 1   | 8†  | 3   | 1   | 1   | Ret | 4   | 121    |
| 3    | 6   | Felipe Massa         | 9   | 5   | Ret | 4   | 3   | 4   | 9   | 5   | 5   | 2   | 3   | 2   | 7   | 1   | 9   | Ret | 2   | 1   | 80     |
| 4    | 2   | Giancarlo Fisichella | Ret | 1   | 5   | 8   | 6   | 3   | 6   | 4   | 4   | 3   | 6   | 6   | Ret | 6   | 4   | 3   | 3   | 6   | 72     |
| 5    | 3   | Kimi Räikkönen       | 3   | Ret | 2   | 5   | 4   | 5   | Ret | 3   | 3   | Ret | 5   | 3   | Ret | Ret | 2   | Ret | 5   | 5   | 65     |
| 6    | 12  | Jenson Button        | 4   | 3   | 10† | 7   | Ret | 6   | 11  | Ret | 9   | Ret | Ret | 4   | 1   | 4   | 5   | 4   | 4   | 3   | 56     |
| 7    | 11  | Rubens Barrichello   | 15  | 10  | 7   | 10  | 5   | 7   | 4   | 10  | Ret | 6   | Ret | Ret | 4   | 8   | 6   | 6   | 12  | 7   | 30     |
| 8    | 4   | Juan Pablo Montoya   | 5   | 4   | Ret | 3   | Ret | Ret | 2   | 6   | Ret | Ret |     |     |     |     |     |     |     |     | 26     |
| 9    | 16  | Nick Heidfeld        | 12  | Ret | 4   | 13  | 10  | 8   | 7   | 7   | 7   | Ret | 8   | Ret | 3   | 14  | 8   | 7   | 8   | 17† | 23     |
| 10   | 7   | Ralf Schumacher      | 14  | 8   | 3   | 9   | Ret | Ret | 8   | Ret | Ret | Ret | 4   | 9   | 6   | 7   | 15  | Ret | 7   | Ret | 20     |
| 11   | 4   | Pedro de la Rosa     |     |     |     |     |     |     |     |     |     |     | 7   | Ret | 2   | 5   | Ret | 5   | 11  | 8   | 19     |
| 12   | 8   | Jarno Trulli         | 16  | 9   | Ret | Ret | 9   | 10  | 17† | 11  | 6   | 4   | Ret | 7   | 12† | 9   | 7   | Ret | 6   | Ret | 15     |
| 13   | 14  | David Coulthard      | 10  | Ret | 8   | Ret | Ret | 14  | 3   | 12  | 8   | 7   | 9   | 11  | 5   | 15† | 12  | 9   | Ret | Ret | 14     |
| 14   | 9   | Mark Webber          | 6   | Ret | Ret | 6   | Ret | 9   | Ret | Ret | 12  | Ret | Ret | Ret | Ret | 10  | 10  | 8   | Ret | Ret | 7      |
| 15   | 17  | Jacques Villeneuve   | Ret | 7   | 6   | 12  | 8   | 12  | 14  | 8   | Ret | Ret | 11  | Ret |     |     |     |     |     |     | 7      |
| 16   | 17  | Robert Kubica        |     |     |     |     |     |     |     |     |     |     |     |     | DSQ | 12  | 3   | 13  | 9   | 9   | 6      |
| 17   | 10  | Nico Rosberg         | 7   | Ret | Ret | 11  | 7   | 11  | Ret | 9   | Ret | 9   | 14  | Ret | Ret | Ret | Ret | 11  | 10  | Ret | 4      |
| 18   | 15  | Christian Klien      | 8   | Ret | Ret | Ret | Ret | 13  | Ret | 14  | 11  | Ret | 12  | 8   | Ret | 11  | 11  |     |     |     | 2      |
| 19   | 20  | Vitantonio Liuzzi    | 11  | 11  | Ret | 14  | Ret | 15† | 10  | 13  | 13  | 8   | 13  | 10  | Ret | Ret | 14  | 10  | 14  | 13  | 1      |
| 20   | 21  | Scott Speed          | 13  | Ret | 9   | 15  | 11  | Ret | 13  | Ret | 10  | Ret | 10  | 12  | 11  | 13  | 13  | 14  | 18† | 11  | 0      |
| 21   | 18  | Tiago Monteiro       | 17  | 13  | Ret | 16  | 12  | 16  | 15  | 16  | 14  | Ret | Ret | DSQ | 9   | Ret | Ret | Ret | 16  | 15  | 0      |
| 22   | 19  | Christijan Albers    | Ret | 12  | 11  | Ret | 13  | Ret | 12  | 15  | Ret | Ret | 15  | DSQ | 10  | Ret | 17  | 15  | Ret | 14  | 0      |
| 23   | 22  | Takuma Satō          | 18  | 14  | 12  | Ret | Ret | 17  | Ret | 17  | 15† | Ret | Ret | Ret | 13  | NC  | 16  | DSQ | 15  | 10  | 0      |
| 24   | 15  | Robert Doornbos      |     |     |     |     |     |     |     |     |     |     |     |     |     |     |     | 12  | 13  | 12  | 0      |
| 25   | 23  | Yuji Ide             | Ret | Ret | 13  | Ret |     |     |     |     |     |     |     |     |     |     |     |     |     |     | 0      |
| 26   | 23  | Sakon Yamamoto       |     |     |     |     |     |     |     |     |     |     |     | Ret | Ret | Ret | Ret | 16  | 17  | 16  | 0      |
| 27   | 23  | Franck Montagny      |     |     |     |     | Ret | Ret | 16  | 18  | Ret | Ret | 16  |     |     |     |     |     |     |     | 0      |
| Pos. | N.º | Piloto               | BHR | MYS | AUS | SMR | EUR | ESP | MON | GBR | CAN | USA | FRA | GER | HUN | TUR | ITA | CHN | JPN | BRA | Puntos |

| Color      | Resultado                          |
| ---------- | ---------------------------------- |
| Oro        | Ganador                            |
| Plata      | 2.º puesto                         |
| Bronce     | 3.er puesto                        |
| Verde      | Finalizó en los puntos             |
| Azul       | Finalizó sin puntos                |
| Azul       | NC - No clasificado                |
| Violeta    | Ret - No terminó                   |
| Rojo       | DNQ - No se clasificó              |
| Rojo       | DNPQ - No se preclasificó          |
| Negro      | DSQ - Descalificado                |
| Blanco     | DNS - No empezó                    |
| Blanco     | WD - Retirado                      |
| Blanco     | C - Carrera cancelada              |
| Azul claro | TD - Entrenamientos libres (2003-) |
| Sin color  | DNP - Inscrito, pero no participó  |
| Sin color  | INJ - Inscrito, pero lesionado     |
| Sin color  | EX - Excluido                      |

| Estado  | Resultado                                                                             |
| ------- | ------------------------------------------------------------------------------------- |
| Negrita | Pole position                                                                         |
| Cursiva | Vuelta rápida                                                                         |
| 1-8     | Posiciones puntuables de clasificación sprint (2021-)                                 |
| †       | No acabó el Gran Premio, pero fue clasificado ya que completó el porcentaje necesario |
| ‡       | Monoplaza compartido                                                                  |
| ~       | Se otorgó la mitad de puntos ya que no se cumplió con el 75% de la carrera            |
| ≠       | No obtuvo puntos ya que era piloto invitado                                           |
| F2      | Inscrito para carrera de Fórmula 2, no sumaba puntos                                  |

### Estadísticas del Campeonato de Pilotos
| Pos. | Piloto               | Escudería   | Grandes Premios | Victorias | Podios | Poles | Vueltas rápidas | Puntos |
| ---- | -------------------- | ----------- | --------------- | --------- | ------ | ----- | --------------- | ------ |
| 1    | Fernando Alonso      | Renault     | 18              | 7         | 14     | 6     | 5               | 134    |
| 2    | Michael Schumacher   | Ferrari     | 18              | 7         | 12     | 4     | 7               | 121    |
| 3    | Felipe Massa         | Ferrari     | 18              | 2         | 7      | 3     | 2               | 80     |
| 4    | Giancarlo Fisichella | Renault     | 18              | 1         | 5      | 1     |                 | 72     |
| 5    | Kimi Räikkönen       | McLaren     | 18              |           | 6      | 3     | 3               | 65     |
| 6    | Jenson Button        | Honda       | 18              | 1         | 3      | 1     |                 | 56     |
| 7    | Rubens Barrichello   | Honda       | 18              |           |        |       |                 | 30     |
| 8    | Juan Pablo Montoya   | McLaren     | 10              |           | 2      |       |                 | 26     |
| 9    | Nick Heidfeld        | BMW Sauber  | 18              |           | 1      |       |                 | 23     |
| 10   | Ralf Schumacher      | Toyota      | 18              |           | 1      |       |                 | 20     |
| 11   | Pedro de la Rosa     | McLaren     | 8               |           | 1      |       |                 | 19     |
| 12   | Jarno Trulli         | Toyota      | 18              |           |        |       |                 | 15     |
| 13   | David Coulthard      | Red Bull    | 18              |           | 1      |       |                 | 14     |
| 14   | Mark Webber          | Williams    | 18              |           |        |       |                 | 7      |
| 15   | Jacques Villeneuve   | BMW Sauber  | 12              |           |        |       |                 | 7      |
| 16   | Robert Kubica        | BMW Sauber  | 6               |           | 1      |       |                 | 6      |
| 17   | Nico Rosberg         | Williams    | 18              |           |        |       | 1               | 4      |
| 18   | Christian Klien      | Red Bull    | 15              |           |        |       |                 | 2      |
| 19   | Vitantonio Liuzzi    | Toro Rosso  | 18              |           |        |       |                 | 1      |
| 20   | Scott Speed          | Toro Rosso  | 18              |           |        |       |                 | 0      |
| 21   | Tiago Monteiro       | Midland     | 18              |           |        |       |                 | 0      |
| 22   | Christijan Albers    | Midland     | 18              |           |        |       |                 | 0      |
| 23   | Takuma Satō          | Super Aguri | 18              |           |        |       |                 | 0      |
| 24   | Robert Doornbos      | Red Bull    | 3               |           |        |       |                 | 0      |
| 25   | Yuji Ide             | Super Aguri | 4               |           |        |       |                 | 0      |
| 26   | Sakon Yamamoto       | Super Aguri | 7               |           |        |       |                 | 0      |
| 27   | Franck Montagny      | Super Aguri | 7               |           |        |       |                 | 0      |

### Campeonato de Constructores
| Pos. | Constructor         | N.º | BHR | MYS | AUS | SMR | EUR | ESP | MON | GBR | CAN | USA | FRA | GER | HUN | TUR | ITA | CHN | JPN | BRA | Puntos |
| ---- | ------------------- | --- | --- | --- | --- | --- | --- | --- | --- | --- | --- | --- | --- | --- | --- | --- | --- | --- | --- | --- | ------ |
| 1    | Renault             | 1   | 1   | 2   | 1   | 2   | 2   | 1   | 1   | 1   | 1   | 5   | 2   | 5   | Ret | 2   | Ret | 2   | 1   | 2   | 206    |
| 1    | Renault             | 2   | Ret | 1   | 5   | 8   | 6   | 3   | 6   | 4   | 4   | 3   | 6   | 6   | Ret | 6   | 4   | 3   | 3   | 6   | 206    |
| 2    | Ferrari             | 5   | 2   | 6   | Ret | 1   | 1   | 2   | 5   | 2   | 2   | 1   | 1   | 1   | 8†  | 3   | 1   | 1   | Ret | 4   | 201    |
| 2    | Ferrari             | 6   | 9   | 5   | Ret | 4   | 3   | 4   | 9   | 5   | 5   | 2   | 3   | 2   | 7   | 1   | 9   | Ret | 2   | 1   | 201    |
| 3    | McLaren-Mercedes    | 3   | 3   | Ret | 2   | 5   | 4   | 5   | Ret | 3   | 3   | Ret | 5   | 3   | Ret | Ret | 2   | Ret | 5   | 5   | 110    |
| 3    | McLaren-Mercedes    | 4   | 5   | 4   | Ret | 3   | Ret | Ret | 2   | 6   | Ret | Ret | 7   | Ret | 2   | 5   | Ret | 5   | 11  | 8   | 110    |
| 4    | Honda               | 11  | 15  | 10  | 7   | 10  | 5   | 7   | 4   | 10  | Ret | 6   | Ret | Ret | 4   | 8   | 6   | 6   | 12  | 7   | 86     |
| 4    | Honda               | 12  | 4   | 3   | 10† | 7   | Ret | 6   | 11  | Ret | 9   | Ret | Ret | 4   | 1   | 4   | 5   | 4   | 4   | 3   | 86     |
| 5    | BMW Sauber          | 16  | 12  | Ret | 4   | 13  | 10  | 8   | 7   | 7   | 7   | Ret | 8   | Ret | 3   | 14  | 8   | 7   | 8   | 17† | 36     |
| 5    | BMW Sauber          | 17  | Ret | 7   | 6   | 12  | 8   | 12  | 14  | 8   | Ret | Ret | 11  | Ret | DSQ | 12  | 3   | 13  | 9   | 9   | 36     |
| 6    | Toyota              | 7   | 14  | 8   | 3   | 9   | Ret | Ret | 8   | Ret | Ret | Ret | 4   | 9   | 6   | 7   | 15  | Ret | 7   | Ret | 35     |
| 6    | Toyota              | 8   | 16  | 9   | Ret | Ret | 9   | 10  | 17† | 11  | 6   | 4   | Ret | 7   | 12† | 9   | 7   | Ret | 6   | Ret | 35     |
| 7    | Red Bull-Ferrari    | 14  | 10  | Ret | 8   | Ret | Ret | 14  | 3   | 12  | 8   | 7   | 9   | 11  | 5   | 15† | 12  | 9   | Ret | Ret | 16     |
| 7    | Red Bull-Ferrari    | 15  | 8   | Ret | Ret | Ret | Ret | 13  | Ret | 14  | 11  | Ret | 12  | 8   | Ret | 11  | 11  | 12  | 13  | 12  | 16     |
| 8    | Williams-Cosworth   | 9   | 6   | Ret | Ret | 6   | Ret | 9   | Ret | Ret | 12  | Ret | Ret | Ret | Ret | 10  | 10  | 8   | Ret | Ret | 11     |
| 8    | Williams-Cosworth   | 10  | 7   | Ret | Ret | 11  | 7   | 11  | Ret | 9   | Ret | 9   | 14  | Ret | Ret | Ret | Ret | 11  | 10  | Ret | 11     |
| 9    | Toro Rosso-Cosworth | 20  | 11  | 11  | Ret | 14  | Ret | 15† | 10  | 13  | 13  | 8   | 13  | 10  | Ret | Ret | 14  | 10  | 14  | 13  | 1      |
| 9    | Toro Rosso-Cosworth | 21  | 13  | Ret | 9   | 15  | 11  | Ret | 13  | Ret | 10  | Ret | 10  | 12  | 11  | 13  | 13  | 14  | 18† | 11  | 1      |
| 10   | Midland-Toyota      | 18  | 17  | 13  | Ret | 16  | 12  | 16  | 15  | 16  | 14  | Ret | Ret | DSQ | 9   | Ret | Ret | Ret | 16  | 15  | 0      |
| 10   | Midland-Toyota      | 19  | Ret | 12  | 11  | Ret | 13  | Ret | 12  | 15  | Ret | Ret | 15  | DSQ | 10  | Ret | 17  | 15  | Ret | 14  | 0      |
| 11   | Super Aguri-Honda   | 22  | 18  | 14  | 12  | Ret | Ret | 17  | Ret | 17  | 15† | Ret | Ret | Ret | 13  | NC  | 16  | DSQ | 15  | 10  | 0      |
| 11   | Super Aguri-Honda   | 23  | Ret | Ret | 13  | Ret | Ret | Ret | 16  | 18  | Ret | Ret | 16  | Ret | Ret | Ret | Ret | 16  | 17  | 16  | 0      |
| Pos. | Constructor         | N.º | BHR | MYS | AUS | SMR | EUR | ESP | MON | GBR | CAN | USA | FRA | GER | HUN | TUR | ITA | CHN | JPN | BRA | Puntos |

| Color      | Resultado                          |
| ---------- | ---------------------------------- |
| Oro        | Ganador                            |
| Plata      | 2.º puesto                         |
| Bronce     | 3.er puesto                        |
| Verde      | Finalizó en los puntos             |
| Azul       | Finalizó sin puntos                |
| Azul       | NC - No clasificado                |
| Violeta    | Ret - No terminó                   |
| Rojo       | DNQ - No se clasificó              |
| Rojo       | DNPQ - No se preclasificó          |
| Negro      | DSQ - Descalificado                |
| Blanco     | DNS - No empezó                    |
| Blanco     | WD - Retirado                      |
| Blanco     | C - Carrera cancelada              |
| Azul claro | TD - Entrenamientos libres (2003-) |
| Sin color  | DNP - Inscrito, pero no participó  |
| Sin color  | INJ - Inscrito, pero lesionado     |
| Sin color  | EX - Excluido                      |

| Estado  | Resultado                                                                             |
| ------- | ------------------------------------------------------------------------------------- |
| Negrita | Pole position                                                                         |
| Cursiva | Vuelta rápida                                                                         |
| 1-8     | Posiciones puntuables de clasificación sprint (2021-)                                 |
| †       | No acabó el Gran Premio, pero fue clasificado ya que completó el porcentaje necesario |
| ‡       | Monoplaza compartido                                                                  |
| ~       | Se otorgó la mitad de puntos ya que no se cumplió con el 75% de la carrera            |
| ≠       | No obtuvo puntos ya que era piloto invitado                                           |
| F2      | Inscrito para carrera de Fórmula 2, no sumaba puntos                                  |

### Estadísticas del Campeonato de Constructores
| Pos. | Constructor | Chasis       | Motor    | Neu. | Grandes Premios | Victorias | Podios | Poles | Vueltas rápidas | Puntos |
| ---- | ----------- | ------------ | -------- | ---- | --------------- | --------- | ------ | ----- | --------------- | ------ |
| 1    | Renault     | R26          | Renault  | M    | 18              | 8         | 19     | 7     | 5               | 206    |
| 2    | Ferrari     | 248 F1       | Ferrari  | B    | 18              | 9         | 19     | 7     | 9               | 201    |
| 3    | McLaren     | MP4-21       | Mercedes | M    | 18              |           | 9      | 3     | 3               | 110    |
| 4    | Honda       | RA106        | Honda    | M    | 18              | 1         | 3      | 1     |                 | 86     |
| 5    | BMW Sauber  | F1.06        | BMW      | M    | 18              |           | 2      |       |                 | 36     |
| 6    | Toyota      | TF106 TF106B | Toyota   | B    | 18              |           | 1      |       |                 | 35     |
| 7    | Red Bull    | RB2          | Ferrari  | M    | 18              |           | 1      |       |                 | 16     |
| 8    | Williams    | FW28         | Cosworth | B    | 18              |           |        |       | 1               | 11     |
| 9    | Toro Rosso  | STR1         | Cosworth | M    | 18              |           |        |       |                 | 1      |
| 10   | Midland     | M16          | Toyota   | B    | 18              |           |        |       |                 | 0      |
| 11   | Super Aguri | SA05 SA06    | Honda    | B    | 18              |           |        |       |                 | 0      |